# Hatcliffe
Hatcliffe är en ort och civil parish i Storbritannien.   Den ligger i kommunen North East Lincolnshire och riksdelen England, i den sydöstra delen av landet, 220 km norr om huvudstaden London. Hatcliffe ligger 38 meter över havet och antalet invånare är 116.
Terrängen runt Hatcliffe är platt. Runt Hatcliffe är det tätbefolkat, med 266 invånare per kvadratkilometer. Närmaste större samhälle är Grimsby, 10,5 km nordost om Hatcliffe. Trakten runt Hatcliffe består till största delen av jordbruksmark.